# Коликов, Вячеслав Валерьевич
Вячесла́в Вале́рьевич Ко́ликов (род. 13 мая 1953, Саранск) — советский боксёр, представитель полулёгкой весовой категории. Выступал за сборную СССР по боксу на всём протяжении 1970-х годов, многократный призёр советских национальных первенств, серебряный призёр чемпионатов мира среди военнослужащих, победитель и призёр турниров республиканского, всесоюзного и международного значения. На соревнованиях представлял Советскую Армию, мастер спорта СССР международного класса.

## Биография
Вячеслав Коликов родился 13 мая 1953 года в городе Саранске, Республика Мордовия. Активно заниматься боксом начал с раннего детства, проходил подготовку под руководством заслуженного тренера Владимира Петровича Грымзина.
Впервые заявил о себе ещё в 1972 году, когда вошёл в состав советской национальной сборной и принял участие в матчевой встрече против сборной Англии в Лондоне, в рамках которой взял верх над титулованным британским боксёром Патриком Кауделлом. В 1974 году выиграл серебряную медаль на международном турнире «Динамо-Шпортхалле» в Берлине, при этом в зачёте национального первенства дошёл до стадии четвертьфиналов.
Первого серьёзного успеха на всесоюзном уровне добился в сезоне 1976 года, когда в полулёгкой весовой категории завоевал бронзовую медаль на чемпионате СССР в Свердловске. Год спустя на аналогичных соревнованиях во Фрунзе добавил в послужной список ещё одну награду бронзового достоинства. На следующем национальном первенстве в Тбилиси вновь стал бронзовым призёром, кроме того, занял второе место на чемпионате мира среди военнослужащих социалистических стран во Львове. В 1979 году стал чемпионом РСФСР по боксу, взял бронзу на международном турнире в Алма-Ате, стал вторым на чемпионате мира среди военнослужащих в КНДР. Рассматривался в числе кандидатов на участие в летних Олимпийских играх в Москве, однако на предолимпийском турнире проиграл в финале и из-за слишком высокой конкуренции в команде не смог пройти отбор на Игры.
На чемпионате СССР 1980 года в Ростове-на-Дону Коликов вновь выиграл бронзовую медаль, уступив на стадии полуфиналов представителю Москвы Виктору Рыбакову. Последний раз выступал на всесоюзном уровне в сезоне 1981 года, когда в зачёте советского национального первенства в Ташкенте дошёл в полулёгком весе до четвертьфинала. За выдающиеся спортивные достижения удостоен почётного звания «Мастер спорта СССР международного класса».
После завершения спортивной карьеры занялся тренерской деятельностью, работал тренером-преподавателем в ГБУ РМ ДОД «СДЮСШОР по боксу им. Олега Маскаева» в Саранске. Один из учредителей Федерации бокса Республики Мордовия.